# Opalenie Tczewskie
Opalenie Tczewskie – bocznica szlakowa, a dawniej stacja kolejowa w Opaleniu na linii kolejowej Opalenie Tczewskie – Smętowo w województwie pomorskim.